# Grabstelen von Bolanden
Die Grabstelen von Bolanden waren fünf als Grabstelen verwendete Menhire aus Bolanden im Donnersbergkreis in Rheinland-Pfalz, von denen heute noch drei existieren.

## Lage und Beschreibung
Die fünf Stelen wurden auf den Herrenwiesen südlich des ehemaligen Wasserwerks der Stadt Kirchheimbolanden beim Pflügen entdeckt. Die beiden ersten wurden 1963 gefunden, wurden aber zerschlagen und konnten damit nicht weiter untersucht werden. Die übrigen drei wurden 1965 entdeckt und zunächst vor der Schule von Bolanden, später vor der katholischen Kirche aufgestellt, wo sie sich noch heute befinden. Vermutlich bekrönten sie ursprünglich späthallstattzeitliche Grabhügel, die der Landwirtschaft weichen mussten, und wurden an ihrem späteren Fundort vergraben.
Die Stelen 1 und 3 bestehen aus lokalem kiesigem Sandstein, Stele 2 aus ortsfremdem Material. Stele 1 hat eine Höhe von 48 cm, eine Breite von 48 cm und eine Tiefe von 47 cm. Sie hat einen ovalen Querschnitt und eine abgeflachte Oberseite. Stele 2 hat eine Höhe von 96 cm, eine Breite von 45 cm und eine Tiefe von 37 cm. Sie ist säulenförmig, hat einen ovalen Querschnitt und läuft in einer abgerundeten Spitze aus. Stele 3 hat eine Höhe von 110 cm, eine Breite von 63 cm und eine Tiefe von 50 cm. Sie ist pfeilerförmig und hat eine stark zerklüftete Oberfläche.